# Kotvrdovice
Kotvrdovice (německy Gottfriedsschlag) jsou obec v okrese Blansko v Jihomoravském kraji. Leží nedaleko Macochy. Obcí prochází silnice II. třídy z Blanska na Vyškov a Prostějov. Žije zde 917 obyvatel.

## Historie
Okolí obce bylo osídleno již v pravěku, o čemž svědčí bohaté archeologické nálezy. Jméno obce je odvozeno od německého názvu Gottfriedsschlag, posléze Gottfriedovice, Hospřidovice a následně již vzniklo jméno, jaké známe dnes.
První písemná zmínka o obci pochází z roku 1349 (Gothfridslog), kdy je v moravských zemských deskách uskutečněn zápis o prodeji holštejnského panství, které od Čeňka z Lipé kupuje Vok I. z Holštejna. Kotvrdovice se na listině uvádějí jako Gotfridschlag. V majetku pánů z Holštejna byla ves až do roku 1437, kdy panství koupil Hynek z Valdštejna a Židlochovic. V roce 1459 se Vokovi V. z Holštejna podařilo získat Kotvrdovice nakrátko zpět, ale již roku 1464 ho spolu se Senetářovem, pustou západní polovinou Podomí a pustými vesnicemi Dvorce a Budkovany vlastnil Smil z Loděnice, který vystavěl v obci tvrz. V roce 1480 byl majitelem Kotvrdovic Jiřík ze Zhoře, o deset let později Jan Heralt z Kunštátu, ale již roku 1492 vlastnil kotvrdovické panství Václav Gedeon z Olešničky. V rukách tohoto rodu byly Kotvrdovice až do roku 1574, kdy vesnici získal Bernard Drnovský z Drnovic na Rájci. Poté sdílely Kotvrdovice osudy rájeckého panství, které vlastnili Rogendorfové a po nich Salmové.
Na počátku 17. století zde bylo 25 domů, z nich bylo po třicetileté válce 6 pustých. V roce 1793 zde bylo už 57 domů s 292 obyvateli. V roce 1846 šlo o 112 domů a 674 obyvatel. Škola byla postavena roku 1874
Za druhé světové války se staly Kotvrdovice součástí tzv. „Vyškovské střelnice“ a byly násilně vystěhovány. Po ukončení německé okupace se občané mohli vrátit zpět do svých domovů.
V roce 1954 havarovalo u obce vojenské letadlo Avia CS-199. Oba členové posádky zahynuli. Tragickou událost připomíná malý pomníček na místě havárie.

## Obyvatelstvo
| Rok            | 1869 | 1880 | 1890 | 1900 | 1910 | 1921 | 1930 | 1950 | 1961 | 1970 | 1980 | 1991 | 2001 | 2011 | 2021 |
| -------------- | ---- | ---- | ---- | ---- | ---- | ---- | ---- | ---- | ---- | ---- | ---- | ---- | ---- | ---- | ---- |
| Počet obyvatel | 828  | 862  | 870  | 845  | 886  | 962  | 859  | 848  | 911  | 890  | 858  | 866  | 838  | 862  | 904  |
| Počet domů     | 120  | 125  | 131  | 138  | 150  | 152  | 174  | 196  | 209  | 211  | 216  | 255  | 265  | 282  | 311  |

## Obecní správa

### Obecní symboly
Znak a vlajka byly obci uděleny rozhodnutím předsedy Poslanecké sněmovny Parlamentu České republiky dne 5. října 2004.

## Společnost
Zdejší občané hrají kopanou, muži i ženy. Místní děti mají k dispozici dětský park. V obci působí ochotnický divadelní soubor Divadlo Srdcem, který během svých představení využívá unikátního otočného jeviště. Sbor dobrovolných hasičů soutěží v požárním sportu a podílí se na pořádání kulturních akcí v obci.
Dále je zde letecký klub s letištěm (veřejná plocha pro ultralehká letadla, kód LKKOTV).

## Pamětihodnosti
Nachází se zde kaple zasvěcená Božskému Srdci Páně, které bylo inspirací i pro obecní znak.

## Rodáci
- Vladimír Kunc (1952–1977), hokejista
- Zdeněk Zouhar (1927–2011), muzikolog a hudební skladatel

## Galerie

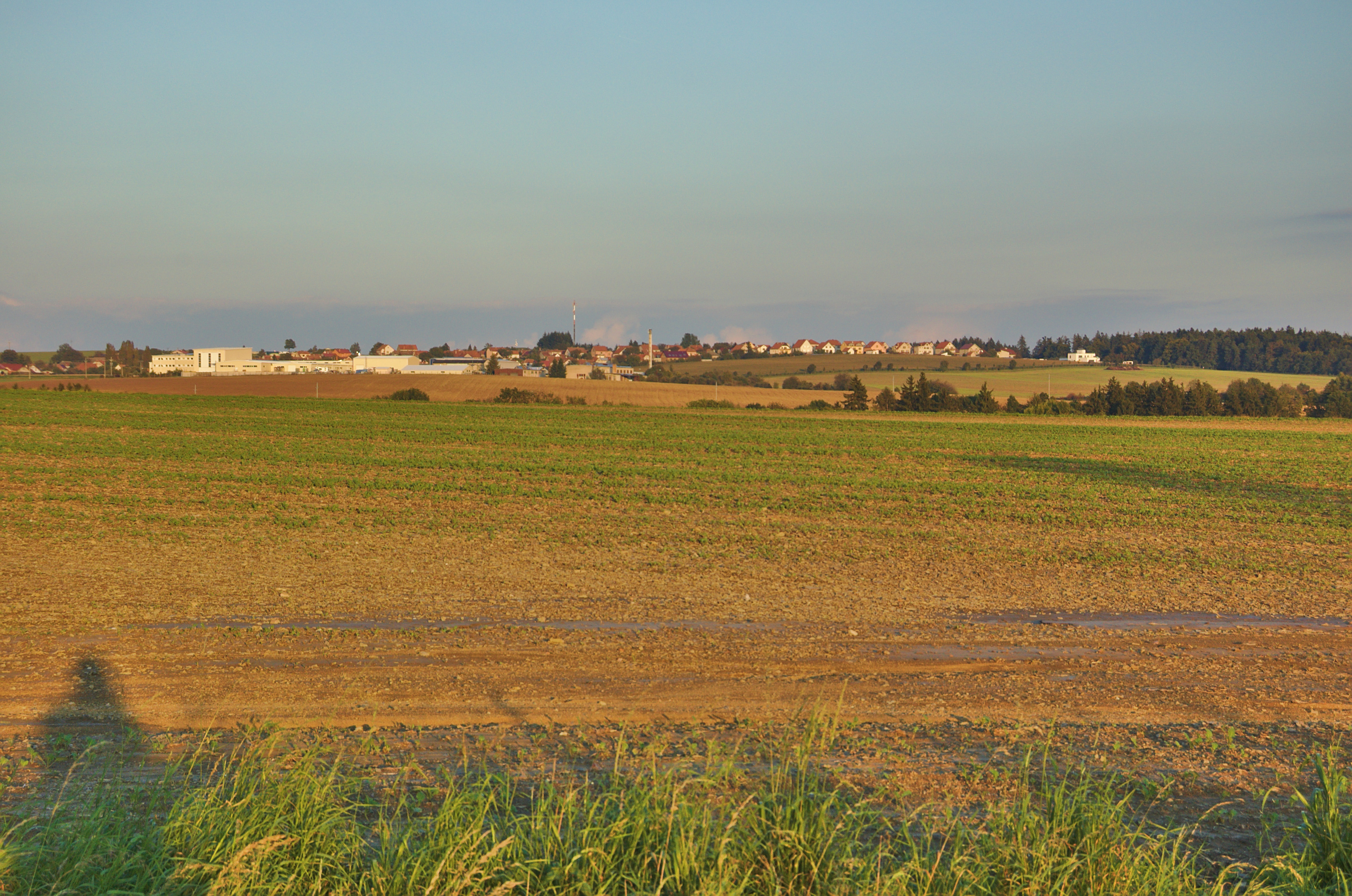
Kotvrdovice od jihozápadu z Jedovnic
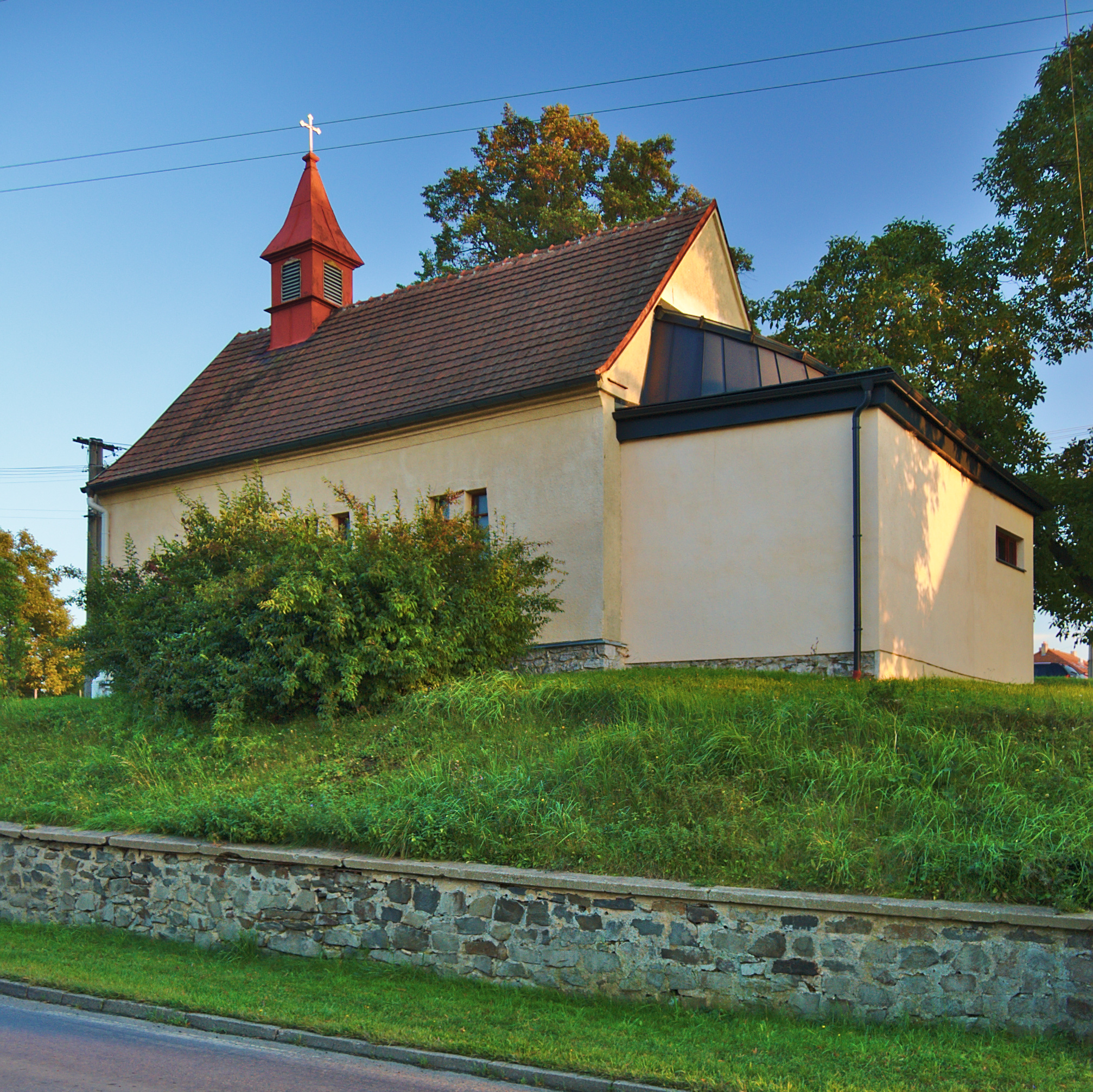
Kaple Božského Srdce Páně
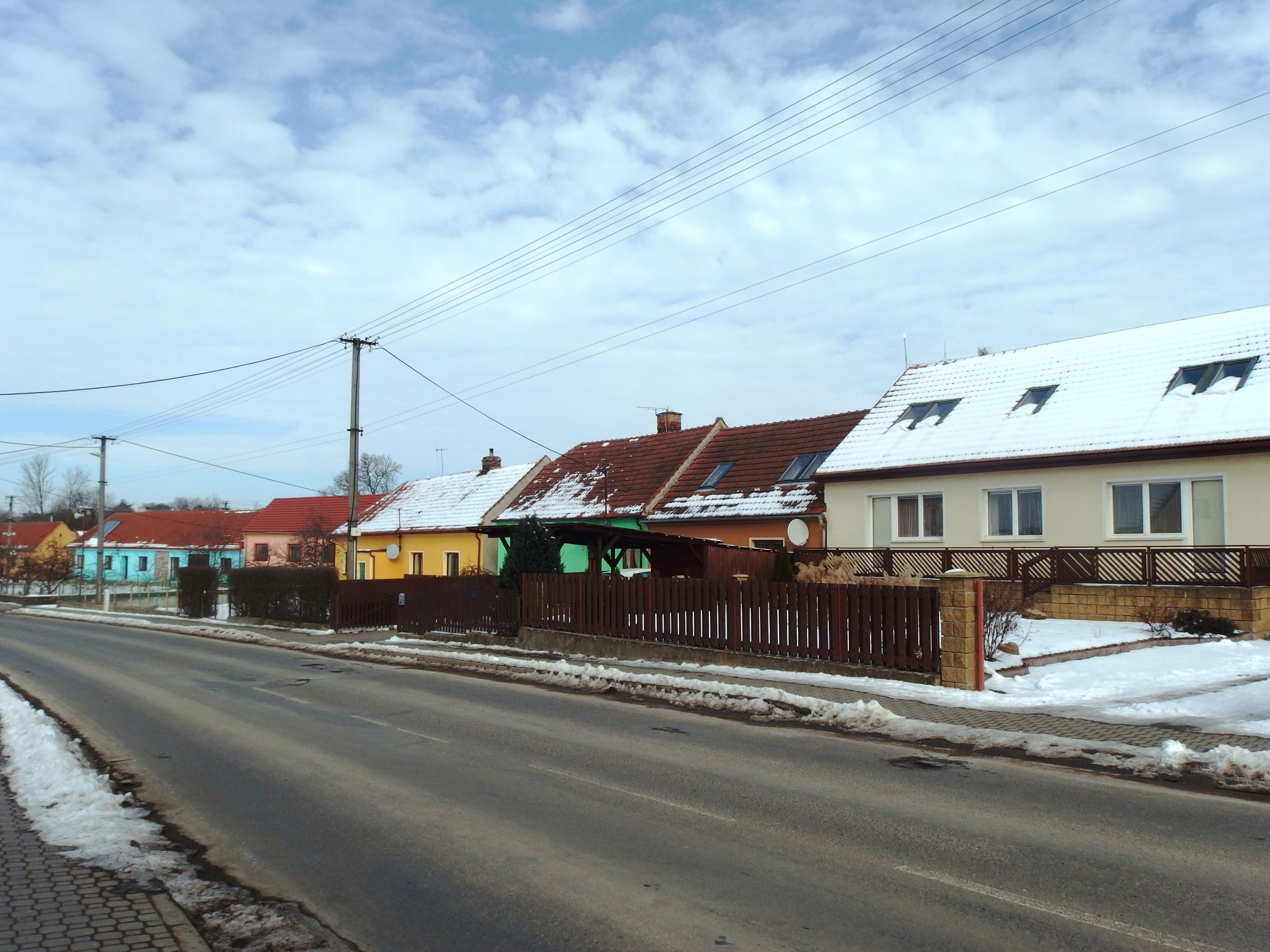
Různobarevné fasády domů při hlavní ulici
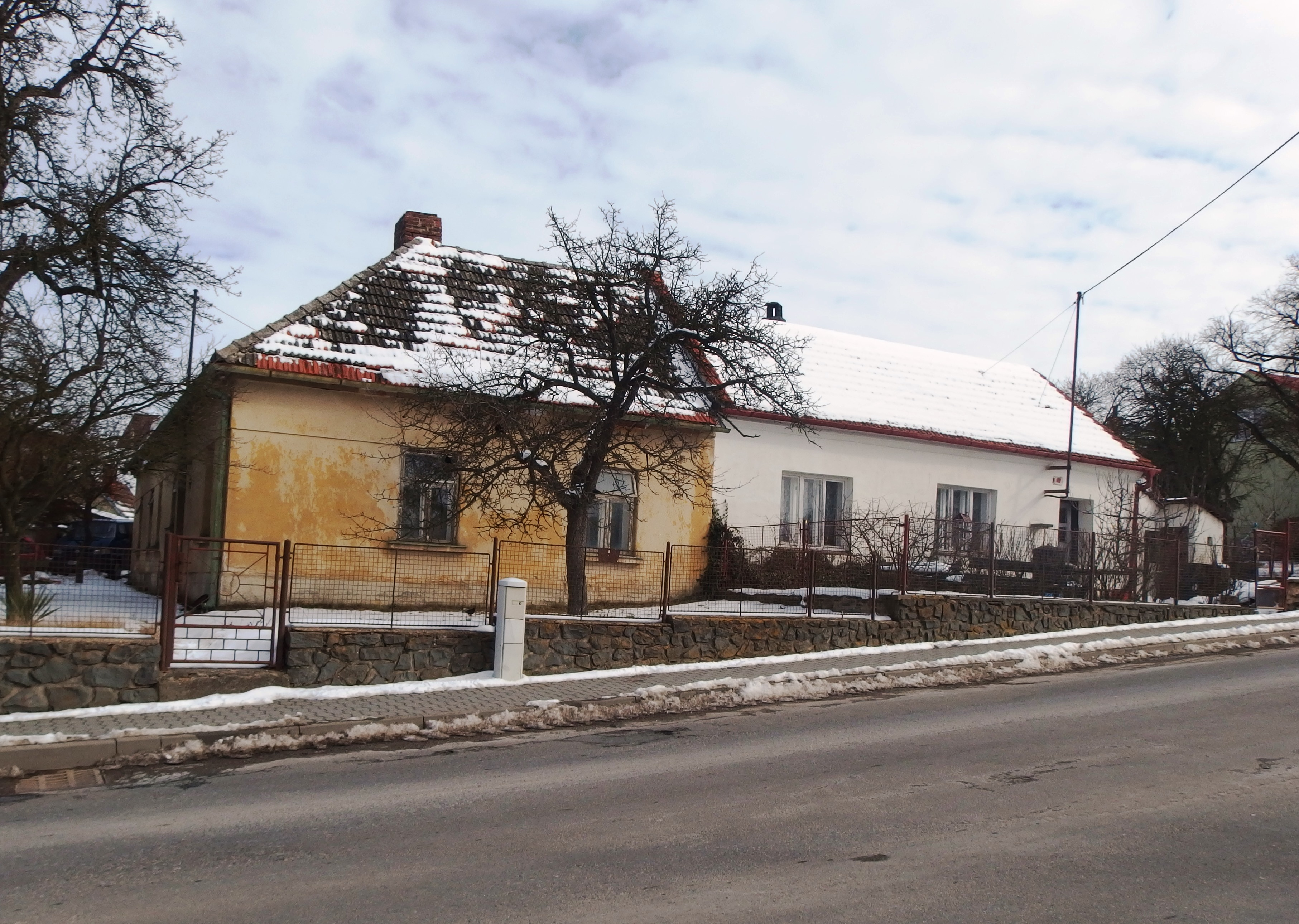
Starší zástavba
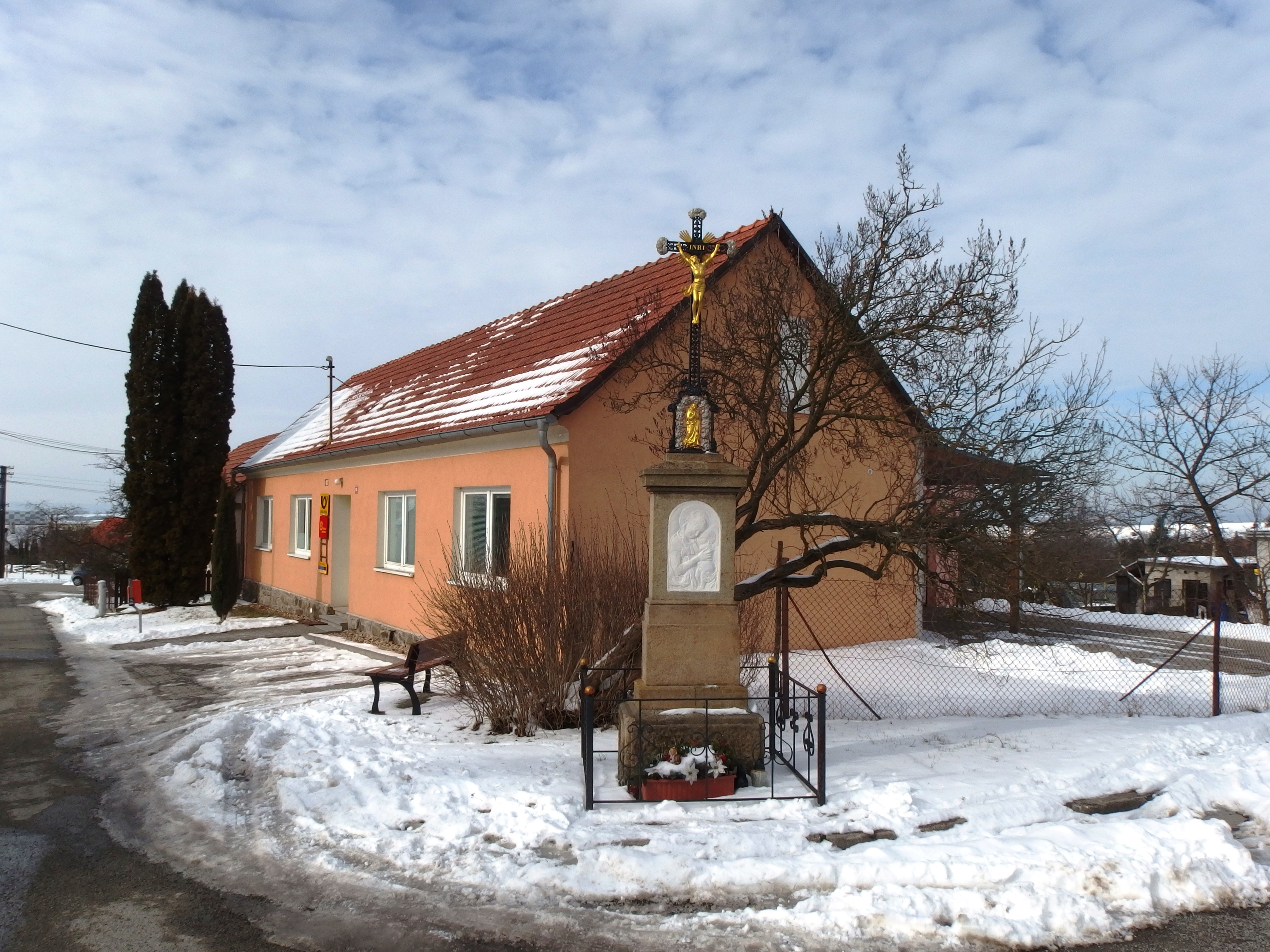
Pošta a kříž